# Província de Nemuro
Nemuro (根室国, Nemuro no kuni) foi uma breve província do Japão equivalente à atual subprefeitura de Nemuro em Hokkaidō.  Foi criada durante a Era Meiji.

## História
- 15 de agosto de 1869: Nemuro estabelecida com 5 distritos
- 1872: Censo aponta população de 832 habitantes
- Janeiro de 1885: Shikotan transferida para a Província de Chishima

## Distritos
- Hanasaki (花咲郡) (Dissolvida em 1º de abril de 1959 quando a vila de Habomai foi incorporada à cidade de Nemuro; originalmente incluía o Distrito de Shikotan)
- Nemuro (根室郡) (Dissolvida em 1º de agosto de 1957 quando as vilas de Nemuro e Wada foram incorporadas à cidade de Nemuro)
- Notsuke (野付郡)
- Shibetsu (標津郡)
- Menashi (目梨郡)